# Lytocarpia contorta
Lytocarpia contorta är en nässeldjursart som först beskrevs av Nutting 1926.  Lytocarpia contorta ingår i släktet Lytocarpia och familjen Aglaopheniidae. Inga underarter finns listade i Catalogue of Life.